# الیزا بالسامو (دوچرخه سوار)
الیزا بالسامو (انگلیسی: Elisa Balsamo؛ زادهٔ ۲۷ فوریهٔ ۱۹۹۸) دوچرخه‌سوار اهل ایتالیا است.
وی در مسابقات کشوری و بین‌المللی در مجموع برندهٔ ۲۰ مدال طلا، ۶ مدال نقره، ۸ مدال برنز شده‌است.